# Неаполь (провинция)
Неаполь (итал. Provincia di Napoli) — бывшая провинция в Италии, в регионе Кампания. На основании закона № 56 от 2014 года с 1 января 2015 года вместе с девятью другими итальянскими провинциями упразднена, а её территория включена в метрополитенский город Неаполь .

## История
В окрестностях современного Неаполя приблизительно с VII в. до н. э. существовали колонии Великой Греции Партенопея и Кумы, точная дата основания самого Неаполя остаётся неизвестной. Согласно разным гипотезам, город был основан либо в V веке до н. э. выходцами с Эвбеи, либо в VII веке до н. э. существовал одновременно с Партенопеей и позднее был переименован в Палеполис, либо Палеполис пришёл на смену Партенопее, и только в VI веке до н. э. колонистами из Кум был основан новый город Неаполь, либо Неаполь и Палеполис существовали одновременно, либо были соответственно более новой и более старой частями одного полиса. В любом случае, к 328 году до н. э. эта территория была дипломатическим путём присоединена к Риму.
Территория провинции Неаполь являлась частью исторической области, которую Плиний Старший в своей «Естественной истории» назвал Campi Leborini, то есть «Леборинские поля» (предположительно, по названию населявшего эти земли племени). В других источниках данная территория также известна как Либурия. В составе Королевства Сицилия и Неаполитанского королевства эта местность вошла в провинцию Terra di Lavoro (в переводе на русский язык — «Земля труда»).
Провинция Неаполь создана на основании закона «Об административном делении и управлении провинциями Королевства» (Sulla divisione ed amministrazione delle provincie del Regno), принятом королём Жозефом Бонапартом 8 августа 1806 года. Этот закон впервые установил территориальное деление Неаполитанского королевства на принципах Французской революции. За ним последовали другие законы 1806, 1807, 1809 и 1811 годов, на основании которых осуществлена делимитация внутренних административных границ дистриктов (Distretti), округов (Circondari) и коммун (Comuni) в пределах новой провинции.
По данным журнала «Коммерсантъ-Власть», объём долговых обязательств провинции Неаполь в 1993 году достигал $800 млн, что привело к объявлению о финансовой несостоятельности.

## Население
Провинция Неаполь была одной из самых плотно населённых провинций Италии.

## Список коммун
- Аджерола (it:Agerola)
- Анакапри (it:Anacapri)
- Арцано (it:Arzano)
- Афрагола (it:Afragola)
- Ачерра (it:Acerra)
- Баколи (it:Bacoli)
- Барано-д’Искья (it:Barano d'Ischia)
- Боскореале (it:Boscoreale)
- Боскотреказе (it:Boscotrecase)
- Брушано (it:Brusciano)
- Вико-Экуэнсе (it:Vico Equense)
- Вилларикка (it:Villaricca)
- Вишано (it:Visciano)
- Волла (it:Volla)
- Граньяно (it:Gragnano)
- Грумо-Невано (it:Grumo Nevano)
- Джульяно-ин-Кампанья (it:Giugliano in Campania)
- Искья (Ischia)
- Казальнуово-ди-Наполи (it:Casalnuovo di Napoli)
- Казамарчано (it:Casamarciano)
- Казандрино (it:Casandrino)
- Казаваторе (it:Casavatore)
- Казола-ди-Наполи (it:Casola di Napoli)
- Казория (it:Casoria)
- Кайвано (it:Caivano)
- Кальвиццано (it:Calvizzano)
- Кампозано (it:Camposano)
- Капри (Capri)
- Карбонара-ди-Нола (it:Carbonara di Nola)
- Кардито (it:Cardito)
- Касамиччола-Терме (it:Casamicciola Terme)
- Кастелламмаре-ди-Стабия (it:Castellammare di Stabia)
- Кастелло-ди-Чистерна (it:Castello di Cisterna)
- Квалиано (it:Qualiano)
- Кварто (Quarto)
- Комициано (it:Comiziano)
- Криспано (it:Crispano)
- Лакко-Амено (it:Lacco Ameno)
- Леттере (Lettere)
- Ливери (it:Liveri)
- Марано-ди-Наполи (it:Marano di Napoli)
- Марильянелла (it:Mariglianella)
- Марильяно (it:Marigliano)
- Масса-Лубренсе (it:Massa Lubrense)
- Масса-ди-Сомма (it:Massa di Somma)
- Мелито-ди-Наполи (it:Melito di Napoli)
- Мета (Meta)
- Монте-ди-Прочида (it:Monte di Procida)
- Муньяно-ди-Наполи (it:Mugnano di Napoli)
- Неаполь (it:Napoli)
- Нола (it:Nola)
- Оттавьяно (Ottaviano)
- Пальма-Кампания (it:Palma Campania)
- Пимонте (it:Pimonte)
- Поджомарино (it:Poggiomarino)
- Поллена-Троккья (it:Pollena Trocchia)
- Помильяно-д’Арко (it:Pomigliano d'Arco)
- Помпеи (it:Pompei)
- Портичи (it:Portici)
- Поццуоли (it:Pozzuoli)
- Прочида (it:Procida)
- Пьяно-ди-Сорренто (it:Piano di Sorrento)
- Роккараинола (it:Roccarainola)
- Сан-Виталиано (San Vitaliano)
- Сан-Дженнаро-Везувиано (it:San Gennaro Vesuviano)
- Сан-Джорджо-а-Кремано (it:San Giorgio a Cremano)
- Сан-Джузеппе-Везувиано (it:San Giuseppe Vesuviano)
- Сан-Паоло-Бель-Сито (it:San Paolo Bel Sito)
- Сан-Себастьяно-аль-Везувио (it:San Sebastiano al Vesuvio)
- Сант-Анастазия (Sant’Anastasia)
- Сант-Антимо (Sant’Antimo)
- Сант-Антонио-Абате (Sant’Antonio Abate)
- Сант-Аньелло (it:Sant'Agnello)
- Санта-Мария-ла-Карита (it:Santa Maria la Carità)
- Савиано (it:Saviano)
- Серрара-Фонтана (it:Serrara Fontana)
- Сомма-Везувиана (it:Somma Vesuviana)
- Сорренто (it:Sorrento)
- Стриано (it:Striano)
- Терциньо (it:Terzigno)
- Торре-Аннунциата (it:Torre Annunziata)
- Торре-дель-Греко (it:Torre del Greco)
- Треказе (it:Trecase)
- Туфино (it:Tufino)
- Форио (it:Forio)
- Фраттамаджоре (it:Frattamaggiore)
- Фраттаминоре (it:Frattaminore)
- Черкола (it:Cercola)
- Чиччиано (it:Cicciano)
- Чимитиле (it:Cimitile)
- Шишано (it:Scisciano)
- Эрколано (it:Ercolano)